# Torcafol

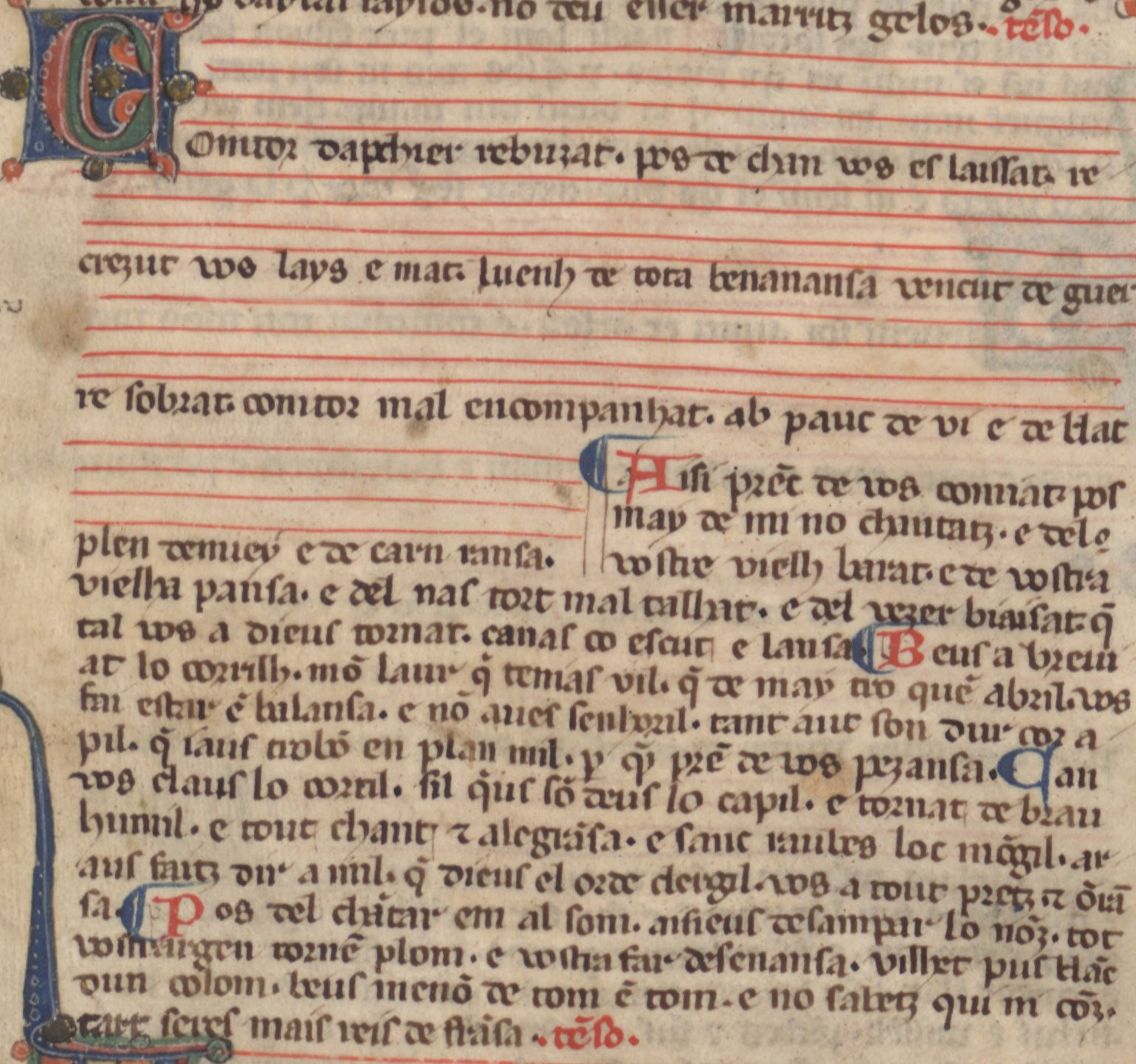
« Comtor d'Apchier rebuzat » : tenson de Torcafol à Garin d'Apchier dans le Chansonnier La Vallière (BNF ms. fr. 22543, XIVe siècle)

Torcafol ou Torcafols (fl. 1175-1200) est un troubadour occitan originaire du Gévaudan.
Les premières études menées au début du XXe siècle virent dans son nom une corruption de « Rocafol » et le rapprochèrent à tort des Roquefeuil.
Torcafol appartiendrait selon tout vraisemblance à la lignée des Guérin (ou Garin), seigneurs du Tournel et du Randon.
Son nom proviendrait de celui d'une terre proche du château du Tournel appelée « Torchefouol ».
On ne connait de son œuvre que les sirventès échangés avec son rival Garin d'Apchier.